# Ina Bourskaia

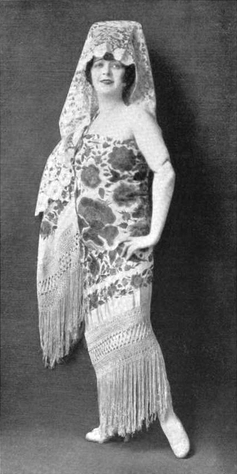
Ina Bourskaia com a Carmen, d'una publicació de 1922.

Ina Korzeniowska, Ina Bourskaia després de casar-se (Jitòmir, Ucraïna, 9 de setembre de 1886 - Chicago, Illinois, Estats Units d'Amèrica, 25 de juny de 1954), fou una cantant d'òpera naturalitzada estatunidenca d'origen ucraïnès.

## Biografia i carrera
Els pares d'Ina van ser Joseph Korzeniowski i Teofilia Demlicka, ambdós polonesos.
El debut d'òpera d'Ina Bourskaia va tenir lloc el 1913, en Romeo et Juliette de Charles Gounod. Va arribar als Estats Units com a cantant de la Companyia d'Òpera de Rússia, que havia fet abans una gira internacional per Àsia. La companyia actuava amb cantants i músics amb formació russa i actuant en rus. Ina va cantar a Chicago en 1922, primer amb la companyia d'òpera russa i després apareixent com Amneris d'Aida de Verdi a l'Òpera Cívica de Chicago. També va cantar al Festival Ravinia de Chicago cada estiu entre 1922 i 1931.
Bourskaia es va incorporar al Metropolitan Opera de Nova York el 1922, sent ocupada aleshores la seva plaça de l'Òpera Rusa per la cantant Nina Koshetz. Bourskaia va actuar com a Carmen moltes vegades al Metropolitan. Mentre es trobava a Nova York, va actuar en concerts benèfics al Veterans' Mountain Camp, a prop de Saranac, Nova York, i a la Brooklyn Children's Fresh Air Association.
Va passar la temporada 1927-1928 amb l'Òpera de Los Angeles i va actuar en tres òperes amb l'Òpera de San Francisco. De 1933 a 1937 va ser membre de la Companyia d'Òpera San Carlo de l'empresari Fortune Gallo (1878-1970).
Ina va aparèixer en un curtmetratge Vitaphone en 1930 sobre l'escena del temple de l'òpera Aida.
Va abandonar el Metropolitan després de la temporada 1936-1937. Als anys quaranta, Bourskaia feia servir el nom d'Ina Bours i treballava com a recepcionista a Chicago.

## Vida personal
Ina Korzeniowska es va casar el 1908 amb Witold Bourski, un professor de llengua i filosofia. També va mantenir una relació amb el tenor Petr Skuba, que va morir el 1917. Es va convertir en ciutadana estatunidenca el 1928, després de sol·licitar la nacionalitat per primera vegada el 1923. Va morir a Chicago el 1954, amb 67 anys.